# Lampoh Raja
Lampoh Raja is een bestuurslaag in het regentschap Aceh Besar van de provincie Atjeh, Indonesië. Lampoh Raja telt 466 inwoners (volkstelling 2010).